# ایمونوگلوبولین ای

هر آنتی‌بادی به یک آنتی‌ژن مخصوص متصل می‌شود مثل اثر متقابل قفل و کلید

پادتَن یا آنتی‌بادی (به انگلیسی: antibody) نوعی پروتئین که در دستگاه ایمنی، در پاسخ به حضور پادگن(آنتی‌ژن) خاصی، تولید می‌شود و در خون به گردش درمی‌آید یا در محل تولید تا به پادگن(آنتی‌ژن) (معمولاً اجسام بیگانه همچون باکتری و ویروس ولی گاه حتی بافت طبیعی بدن یا یک ماده غذایی) حمله‌ور شود و آن را بی‌زیان سازد. هر پادتن(آنتی‌بادی) یک پادگن (آنتی‌ژن) ویژه را هدف خود تشخیص می‌دهد.
ایمونوگلوبولین اِی یکی از زیرگونه‌های پادتن در پستانداران است که در هر کجا که ترشحات وجود دارد (مثل بزاق، اشک، شیر، ترشحات موکوسی دستگاه تنفسی و تناسلی و …)، وجود دارند. این پادتن توسط پلاسماسل‌ها تولید می‌شود. این مولکول در خون نیز وجود دارد، ولی ساختار آن در خون اندکی با ساختارش در مایعات بدن متفاوت است.

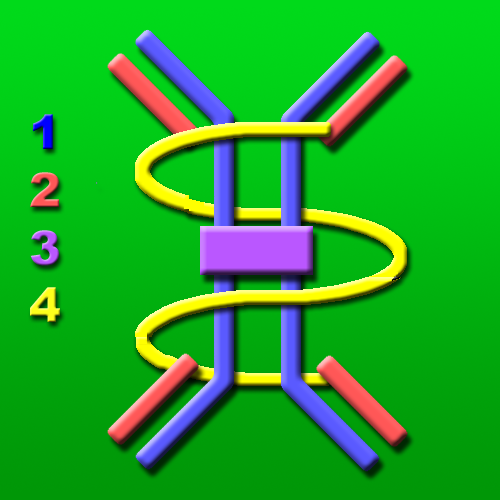
The dimeric IgA molecule 1 H-chain 2 L-chain 3 J-chain 4 secretory component

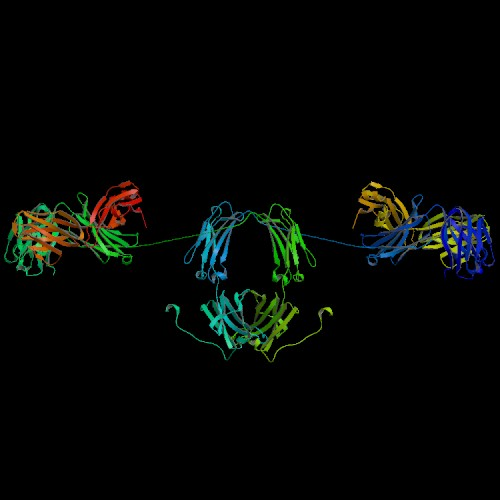
IgA

## تقسیم‌بندی
پادتنها بر اساس خواص فیزیکی، شیمیایی و ایمونولوژیکی تقسیم‌بندی می‌شوند:
1. ایمونوگلوبولین اِی
2. ایمونوگلوبولین دی
3. ایمونوگلوبولین ئی
4. ایمونوگلوبولین ام
5. ایمونوگلوبولین جی